# 무한도전의 스포츠 특집
아래는 문화방송의 예능 프로그램인 무한도전의 스포츠 특집 연도별 목록이다.

## 개요
무한도전에서 장기기획 프로젝트의 하나로서 자리잡은 특집이며 주로 비인기 스포츠에 출연진이 도전하고 있다. 2007년 11월 24일(80회)부터 12월 18일(83회) 방송인 〈쉘 위 댄스 특집〉에서 도전한 댄스 스포츠가 그 시초라고 할 수 있다. 이후 2008년에는 〈에어로빅 특집〉, 2009년에는 〈봅슬레이 특집〉을 진행하였고, 2010년에는 〈WM7 특집〉에서 프로 레슬링을 하였다. 2011년에는 〈조정 특집〉을 진행하였고, 2014년에는 〈KSF와 해외 랠리 특집〉을 진행하고 있다.

## 스포츠 순

### 2007년: 쉘 위 댄스 (댄스 스포츠)
무한도전 스포츠 특집의 시초이자 무한도전 장기 프로젝트의 시초이다.
그리고 이 당시 무한도전 멤버들은(박명수, 정준하, 유재석, 정형돈, 노홍철, 하하) 대한체육회 댄스 스포츠 선수로 등록되었다. (대한 체육회 선수 검색 참고)

### 2008년: 에어로빅
하하 대신 전진이 프로젝트에 참여했다. 방송 이후, 무한도전의 에어로빅 코치인 할마에 염정인 강사는 종종 무한도전이나 문화방송의 다른 프로그램에 등장한다.

### 2009년: 봅슬레이
무한도전 멤버들은 노홍철의 제안으로 봅슬레이에 도전하게 되었는데, 결국 오랜 연습끝에 일본 나가노에서 열린 봅슬레이 국가대표 선발전에 정식으로 출전하였다(국가대표로 선발되지는 못했다). 또한 유재석, 박명수, 정형돈, 노홍철은 대한체육회 봅슬레이 스켈레톤 선수로 정식 등록되었다. 무한도전이 비인기 종목인 봅슬레이의 국가대표 선수들에게 후원을 하기 위해 직접 디자인 한 모자, 티셔츠 등의 의류를 MBC 티숍을 통해서 2009년 2월 6일부터 판매하고 있다.

### 2010년: WM7 (레슬링)
2009년 7월, 새로운 장기 프로젝트로 프로레슬링을 선택한 무한도전 멤버들은 밴드 체리필터의 드러머 손스타를 코치로 영입하며 프로레슬링 대회 준비에 들어갔다. WM7이라는 명칭(정형돈이 창단식에서 가장 처음 MW7이라는 이름을 제시했으나, 박명수가 협회장의 권리로 자신이 한 것처럼 WM7으로 발표했다.)으로 1년간의 준비를 시작한 프로레슬링 대회는 1년 가까이 방송되지 못하고 2010년 7월 3일에 첫 방송을 타며 대단원의 시작을 알렸다. 1년에 걸친 장기 프로젝트인 이유로 전진이 중간에 빠지고 하하가 합류하며 변화를 겪은 WM7은 겨울 훈련 중에 벌칙맨으로 출연한 챔피언 윤강철 선수와 큰 마찰을 겪기도 하였다. 2010년 8월 19일에 경기 날짜를 확정짓고 8월 4일에 티켓 판매를 시작했으며, 47초만에 매진되기도 하였다.
방송은 9월 11일까지 총 11주에 걸쳐 진행되었으며, 중간에 무한도전의 다른 방영분이 공개되기도 했다. 무한도전 멤버들은 경기에 쓸 별명들을 각 멤버들에게 지어주기도 했는데, 그 별명들을 이용한 홈페이지가 잇따라 개설되어 화제를 낳았다. 8월 19일 경기 당일 리허설 중에 응급실에 실려가 링거를 맞은 정준하와 그 전에 연습에서 가벼운 뇌진탕 증세와 함께 당일 3번째 경기서 어지러움증과 구토 증세를 호소한 정형돈의 투혼으로 경기는 총 3경기로 치러졌다. 제1경기는 정준하와 박명수, 정형돈의 핸디캡 매치, 제2경기는 길, 노홍철과 박명수, 하하의 돈가방 매치, 마지막 제3경기는 유재석, 손스타와 정준하, 정형돈의 태그매치 타이틀전으로 이루어졌다. 1년 동안 갈고 닦은 실력과 UV와 싸이, 체리필터, 퓨쳐라이거 등의 축하공연으로 꾸며진 무대와 함께 11주의 프로젝트를 9월 11일에 막을 내렸다.
멤버들 중 상당수가 부상을 입기도 한 이 프로젝트의 영향으로 무한도전은 2010년 하반기 프로젝트를 무산시키도 하였다. WM7 마지막 방송 이후 시청자들은 호평과 함께 감동적이었다는 반응을 보였다.

### 2011년: 조정
2011년 2월, 무한도전 멤버들이 2011 장기 프로젝트로 정해진 거리에서 보트를 저어 스피드를 겨루는 경기인 조정을 선택하면서 조정 코치 김지호와 2AM의 진운과 데프콘, 개리와 함께 약 5개월 동안 준비한 장기 프로젝트이다.
3월부터 본격적인 '조정 훈련'에 돌입한 일곱 멤버들은 바쁜 스케줄에도 불구하고 주말을 이용해 틈틈이 조정 경기장을 찾아 개인 훈련까지 할 정도로 열심히 연습하였다. 조정은 콕스를 포함 총 9명의 선수가 있었야 되는 데 무한도전 멤버들은 7명밖에 없었다. 그래서 무한도전 멤버들은 조정 후보들을 뽑아 테스트를 한 결과 2AM의 진운과 데프콘, 개리를 조정 멤버로 뽑았다.
방송은 4월 16일부터 8월 6일까지 약 4개월에 결쳐 진행되었으며, 중간에 무한도전 다른 방영분이 공개되기도 하였다. 한편 조정대회 일주일 전, 정준하가 무한도전 녹화 중 머리를 크게 다쳐 부상을 입자 정준하는 조정경기에 불참하고 조정경기에서 탈락했던 데프콘이 대신 조정경기를 참석하였다. 이렇게 약 5개월 동안 연습한 끝에 7월 30일 미사리조정경기장에서 열린 'STX배 제53회 전국조정선수권대회'에 출전하게 되었다.(무한도전 팀의 공식 기록은 8분 2초로 8위를 기록했다.)
방송 직후 시청자들은 무한도전 게시판을 통해 이날 방송의 감동을 나누며 무한도전 공식 홈페이지가 잠시 마비되기까지 하였다. 시청자들은 “폭풍감동 드라마의 연속이었다”, “수고한 모두에게 박수를”, “감동에 울컥했습니다, 최고” 등의 뜨거운 반응을 보였다. 조정 마지막 방송 이후 시청자들은 아쉬고 감동스러운 반응을 보였다.

## 같이 보기
- 무한도전